# Vin tranquille
Un vin tranquille est un vin qui ne forme pas de bulles lors de l'ouverture de la bouteille. Il est l'inverse de ce qu'est le vin effervescent. La plupart des vins sont tranquilles.

## Législation
La loi française, qui définit clairement le vin comme un produit issu de la fermentation des raisins, en vue de transformer le sucre de ces derniers en alcool, distingue les vins tranquilles des vins mousseux. Sont considérés comme vins tranquilles les vins de plus de 1,2 %, et de moins de 18 % de volume d'alcool, qui ne présente aucun dégagement de gaz carbonique lors de l'ouverture de la bouteille. Cette distinction avec les vins mousseux est notamment essentielle pour le paiement d'un droit de circulation, prévu par le droit fiscal, dont le tarif est de 9,35 € par hectolitre pour les vins mousseux, contre de 3,78 € par hectolitre pour les vins tranquilles.  

## Vinification
La vinification d'un vin tranquille suit des procédés sans étapes de prise de mousse. La teneur en dioxyde de carbone naturellement dissout dans le vin par l'action de micro-organismes est égale à 2000 mg/L environ, après les fermentations et avant l'élevage du vin. Cette teneur est contrôlée afin de garantir des caractéristiques organoleptiques typiques d'un vin tranquille.

### Fermentations

#### Alcoolique
Un vin tranquille est vinifié par une seule fermentation alcoolique. Le gaz produit par la fermentation s'échappe du vin à cette étape, la quantité de gaz dissoute dans le vin à ce stade varie en fonction de sa solubilité. Contrairement aux vins effervescents, le gaz n'est pas maintenu volontairement dans le vin par mise sous pression.

#### Malolactique
Lors de la fermentation malolactique, du gaz carbonique est également créé et se dégage naturellement.

### Ajustement de la teneur en dioxyde de carbone
La teneur de CO2 est contrôlée avant la mise en bouteille et peut être ajustée, soit à la hausse soit à la baisse, respectivement par carbonication ou décarbonication.
La carbonication se fait par bullage de CO2 gazeux dans le vin, afin qu'il s'y dissolve. La loi l'autorise dans une limite maximum de 2000 mg/L.
La décarbonication, elle, se fait par bullage de N2 gazeux afin qu'il chasse le dioxyde de carbone déjà dissout.

### Dégustation
La dégustation d'un vin tranquille doit être exempte d’effervescence. 
Un vin peut être tranquille, mais avec une teneur en gaz élevée, un léger picotement se ressent alors en bouche sur la langue. Une haute teneur en gaz peut être recherchée pour apporter de la fraîcheur aux millésimes très chauds, dans les vins blancs, rosés et rouges. La limite de perception se situe autour de 1000 mg / L de CO2 dissout suivant la capacité du dégustateur.